# Loke (gmina Nova Gorica)
Loke – wieś w Słowenii, w gminie miejskiej Nova Gorica. W 2018 roku liczyła 309 mieszkańców. 